# Český pohár v basketbalu
Český pohár v basketbalu mužů je česká basketbalová soutěž, zastávající funkci národního poháru. Je v něm uplatněn k.o. vyřazovací systém. Soutěž byla založena v roce 1993. Pořadatelem je Česká basketbalová federace. Český pohár má název doplněný o hlavního sponzora, v roce 2009 závěrečná část se hrála pod názvem Tipsport cup Final 8, od roku 2011 se soutěž hraje pod názvem Basketbalový pohár České pošty.

## Historie Finále Českého poháru
| Ročník  | Místo         | Zlatá medaile          | skore  | Stříbrná medaile       |  | Bronzová medaile                | skore  | 4. místo               |
| ------- | ------------- | ---------------------- | ------ | ---------------------- |  | ------------------------------- | ------ | ---------------------- |
| 1993/94 | Žďár n.S.     | BHC SKP Pardubice      | 77:74  | TONAK Nový Jičín       |  | LOKO Ústí n.L. Sokol Vyšehrad   |        |                        |
| 1994/95 | Trutnov       | Mlékárna Kunín         | 76:70  | BC Sparta Praha        |  | Bioveta Brno USK Praha          |        |                        |
| 1995/96 | Litoměřice    | Mlékárna Kunín         | 78:75  | USK Trident Praha      |  | BC Sparta Praha SKP Pardubice   |        |                        |
| 1996/97 | Kroměříž      | BK Opava               |        | BC Stavex Brno         |  |                                 |        |                        |
| 1997/98 | Strakonice    | BK Opava               | 97:66  | Mlékárna Kunín         |  | BK SČE Děčín BK Ústí n.L.       |        |                        |
| 1998/99 | Sokolov       | BK Opava               | 84:80  | NH Ostrava             |  | BK SČE Děčín BK Pardubice       |        |                        |
| 1999/00 | Č.Budějovice  | Mlékárna Kunín         | 69:63  | BK Opava               |  | BK SČP Ústí n.L.                |        |                        |
| 2000/01 | Ml. Boleslav  | BK Opava               | 84:60  | USK Praha              |  | BVV Brno                        | 94:83  | Mlékárna Kunín         |
| 2001/02 | Zlín          | Mlékárna Kunín         | 85:83  | BK Opava               |  | BC Sparta Praha                 | 101:80 | BK SČE Děčín           |
| 2002/03 | Svitavy       | BK Opava               | 79:72  | BVV Brno               |  | BK ECM Nymburk                  | 102:94 | BC Sparta Praha        |
| 2003/04 | Prostějov     | BK ECM Nymburk         | 95:87  | BK Opava               |  | NH Ostrava                      | 93:84  | BK SČE Děčín           |
| 2004/05 | Olomouc       | ČEZ Basketball Nymburk | 117:87 | BK Prostějov           |  | Mlékárna Kunín                  | 115:94 | Sparta Praha           |
| 2005/06 | Ústi n.L.     | Mlékárna Kunín         | 73:63  | BK Prostějov           |  | ČEZ Basketball Nymburk          | 90:69  | BK Děčín               |
| 2006/07 | Olomouc       | ČEZ Basketball Nymburk | 81:63  | NH Ostrava             |  | BK Prostějov                    | 73:59  | BK Kondoři Liberec     |
| 2007/08 | Ml. Boleslav  | ČEZ Basketball Nymburk | 80:68  | BK Prostějov           |  | BK Pardubice                    | 78:69  | NH Ostrava             |
| 2008/09 | Brno          | ČEZ Basketball Nymburk | 86:61  | BK Prostějov           |  | BK Pardubice                    | 76:74  | Geofin Nový Jičín      |
| 2009/10 | Klatovy       | ČEZ Basketball Nymburk | 66:48  | BK Nový Jičín          |  | BK Prostějov                    | 83:77  | BK Pardubice           |
| 2010/11 | Opava         | ČEZ Basketball Nymburk | 86:85  | UNIBON Nový Jičín      |  | BK Děčín                        | 82:69  | BK Prostějov           |
| 2011/12 | Děčín         | ČEZ Basketball Nymburk | 76:69  | BK Děčín               |  | USK Praha                       | 83:74  | BK Prostějov           |
| 2012/13 | Liberec       | ČEZ Basketball Nymburk | 87:83  | BK JIP Pardubice       |  | NH Ostrava                      | 93:82  | BK Prostějov           |
| 2013/14 | Jindř. Hradec | ČEZ Basketball Nymburk | 91:67  | Ariete Prostějov       |  | BK JIP Pardubice                | 92:77  | BK Opava               |
| 2014/15 | Brno          | Ariete Prostějov       | 84:51  | BK Děčín               |  | mmcité Brno                     | 90:79  | BK JIP Pardubice       |
| 2015/16 | Pardubice     | BK JIP Pardubice       | 87:67  | BK Děčín               |  | BK Opava                        | 91:75  | Geosan Kolín           |
| 2016/17 | Prostějov     | ČEZ Basketball Nymburk | 72:52  | BK Opava               |  | BK JIP Pardubice                | 90:51  | Orli Prostějov         |
| 2017/18 | Svitavy       | ČEZ Basketball Nymburk | 86:65  | BK JIP Pardubice       |  | DEKSTONE Tuři Svitavy           | 81:65  | BK Děčín               |
| 2018/19 | Nový Jičín    | ČEZ Basketball Nymburk | 102:68 | BK Opava               |  | BK Olomoucko                    | 86:78  | BK Děčín               |
| 2019/20 | Plzeň         | ČEZ Basketball Nymburk | 100:94 | USK Praha              |  | DEKSTONE Tuři Svitavy           | 97:77  | BK Opava               |
| 2020/21 | Nymburk       | Basketball Nymburk     | 96:71  | BC Geosan Kolín        |  | Královští sokoli Hradec Králové | 92:90  | BK JIP Pardubice       |
| 2021/22 | Louny         | BK Opava               | 97:93  | ČEZ Basketball Nymburk |  | BK Pardubice                    | 79:74  | Basket Brno            |
| 2022/23 | Praha         | BK Armex Děčín         | 87:74  | Basket Brno            |  | BC Geosan Kolín                 | 92:89  | Sluneta Ústí nad Labem |

## Celkový počet vítězství a umístění na 2. a 3. místě
| Klub                            | Zlatá medaile | Rok (skončení ligy)                                                                                | Stříbrná medaile | Rok                          | Bronzová medaile | Rok                                      |
| ------------------------------- | ------------- | -------------------------------------------------------------------------------------------------- | ---------------- | ---------------------------- | ---------------- | ---------------------------------------- |
| ČEZ Basketball Nymburk          | 17            | 2004, 2005, 2007, 2008, 2009, 2010, 2011, 2012, 2013, 2014, 2017, 2018, 2019, 2020, 2021,2024,2025 | 1                | 2022                         | 2                | 2003, 2006                               |
| BK Opava                        | 6             | 1997, 1998, 1999, 2001, 2003, 2022                                                                 | 4                | 2002, 2004, 2017, 2019       | 1                | 2016                                     |
| Unibon Nový Jičín               | 5             | 1995, 1996, 2000, 2002, 2006                                                                       | 1                | 1994                         |                  |                                          |
| BK JIP Pardubice                | 2             | 1994, 2016                                                                                         | 2                | 2013, 2018                   | 7                | 1996, 1999, 2008, 2009, 2014, 2017, 2022 |
| Orli Prostějov                  | 1             | 2015                                                                                               | 5                | 2005, 2006, 2008, 2009, 2014 | 2                | 2007, 2010                               |
| BK Děčín                        | 1             | 2023                                                                                               | 3                | 2012, 2015, 2016             | 2                | 1999, 2011                               |
| USK Praha                       |               | | 3                | 1996, 2001, 2020             | 1                | 2012                                     |
| NH Ostrava                      |               | | 2                | 1999, 2007                   | 2                | 2004, 2013                               |
| BC Brno                         |               | | 2                | 1997, 2003                   | 2                | 1995, 2001                               |
| BC Sparta Praha                 |               | | 1                | 1995                         | 2                | 1996, 2002                               |
| BC Geosan Kolín                 |               | | 1                | 2021                         |                  |                                          |
| Ústí n.Labem                    |               | |                  |                              | 3                | 1994, 1996, 2000                         |
| Tuři Svitavy                    |               | |                  |                              | 2                | 2018, 2020                               |
| Sokol Vyšehrad                  |               | |                  |                              | 1                | 1994                                     |
| mmcité Brno                     |               | |                  |                              | 1                | 2015                                     |
| BK Olomoucko                    |               | |                  |                              | 1                | 2019                                     |
| Královští sokoli Hradec Králové |               | |                  |                              | 1                | 2021                                     |